# 矢向正人
矢向 正人（やこう まさと）は、日本の音楽学者。東京芸術大学大学院音楽研究科博士後期課程中退。博士（学術）（東京工業大学）。九州大学大学院芸術工学研究院音響部門教授。専攻は音楽学、音楽美学、日本伝統音楽の研究。
2002年、金沢大学大学院教育学研究科後学期・2月集中非常勤講師。2003年、福岡教育大学教育学部前学期非常勤講師。

## 活動概要
1. XMLを用いた伝統音楽の楽譜データベースシステムに関する研究
中国の伝統的声楽曲や韓国の楽譜などを認識・記述する方法の研究を行っている。
2. ウィトゲンシュタインの後期哲学による音楽美学の再構築
ウィトゲンシュタインの後期哲学を参考に音楽美学理論を構築した。

## 著書
- 『音楽と美の言語ゲーム―ヴィトゲンシュタインから音楽の一般理論へ』勁草書房、2005年9月。ISBN 978-4326851867
- 『言語ゲームとしての音楽―ヴィトゲンシュタインから音楽美学へ』勁草書房、2001年9月。ISBN 978-4326851706